# Juan Tuñas
Juan Tuñas (1917. április 17. – 2011. április 4.), kubai válogatott labdarúgó.
A kubai válogatott tagjaként részt vett az 1938-as világbajnokságon.

## Külső hivatkozások
- Juan Tuñas a National-football-teams.com oldalon
- Juan Tuñas – a FIFA adatbázisában